# 三重県立菰野高等学校
三重県立菰野高等学校（みえけんりつこものこうとうがっこう）は三重県三重郡菰野町に位置する三重県立高等学校である。通称は、菰高（こもこう）である。全日制の課程に、普通科を設置している。

## 沿革
- 1948年（昭和23年）8月1日 三重県四日市実業高等学校の菰野分校（定時制）として設置される。
- 1948年（昭和23年）9月30日  菰野実践女学の校舎の跡地で開校式が開催される。
- 1949年（昭和24年）3月31日   三重県四日市高等学校菰野分校と改称する。
- 1950年（昭和25年）3月31日   三重県菰野高等学校（定時制）として独立する。
- 1952年（昭和27年）3月2日   現在地に新校舎を移転する。
- 1952年（昭和27年）4月1日 全日制高等学校（普通科）となる。（定時制の募集を停止する）
- 1954年（昭和29年）11月24日   学校施設の土地を三重県教育委員会に移管する。

## 教育組織
- 全日制の課程
  - 普通科
    - 普通コース （平成27年度 生徒募集定員160名）

## 学校行事
- 4月：入学式
- 10月：菰高祭（体育祭、文化祭）
- 11月：遠足
- 11月：修学旅行
- 3月：卒業式

## 部活動
野球部は、全国高等学校野球選手権大会に過去3回出場（2005年〈第87回〉、2008年〈第90回〉、2024年〈第106回〉）、選抜高等学校野球大会に1回出場（2013年〈第85回〉）するなど平成に入ってから、三重県内では強豪として知られる。2024年夏（第106回）でスタメン全員が2年生のメンバーで臨み、南陽工を破り、春夏計4度目の出場で甲子園初勝利を挙げた。

### 文化系
イラスト、書道、美術、吹奏楽、着付け、茶道、家庭、軽音楽

## アクセス
- 鉄道：近鉄湯の山線菰野駅より徒歩10分

## 著名な出身者
- 泉嘉郎 - 元プロ野球選手
- 市川卓 - 元プロ野球選手
- 西勇輝 - プロ野球選手
- 関啓扶 - 元プロ野球選手、歯科技工士
- 辻東倫 - 元プロ野球選手
- 山田大樹 - 元プロ野球選手
- 岡林飛翔 - 元プロ野球選手、勇希の実兄
- 田中法彦 - 元プロ野球選手
- 岡林勇希 - プロ野球選手
- 奥田域太 - プロ野球選手
- たかぎなおこ - イラストレーター